# البطولات الفرنسية 1910 (كرة مضرب)
في دورة رولان غاروس الدولية عام 1910 فاز في بطولة فردي الرجال اللاعب ( الفرنسي) مورايس جيرموت (Maurice Germot).